# 2012年夏季残疾人奥林匹克运动会轮椅篮球比赛
2012年夏季殘疾人奧林匹克運動會的輪椅籃球比賽由8月30日至9月8日在倫敦奧運籃球館及北格林威治體育館舉行，本項目共產生2面金牌。
輪椅籃球在1960年的第一屆殘奧會已經成為其中一個項目，而女子輪椅籃球亦在1968年成為正式項目。而澳洲男子隊及美國女子隊將會衛冕冠軍。

## 比賽分級
輪椅籃球比賽會根據球員的殘障種類及程度分成8級，並用分數表示。每一級的分數會相差0.5分，最低為1.0分、最高為4.5分。而殘障程度愈高，分數愈低。
而在輪椅籃球比賽中，每一隊在場上的總分數不能夠超過14分。

## 比賽項目
本屆輪椅籃球比賽共有兩個項目。分別是男子及女子項目，男子有12支隊伍、而女子則有10支隊伍。

## 參賽資格
本屆輪椅籃球比賽共有264名球員，分別是男子144名及女子120名。而每個國家或地區最多只可以有一支男子及一支女子隊伍進行比賽。
每位球員都必須得到IWBF國際評級系統的評級，並於2010年1月1日至2012年5月31日期間參加最少一項IWBF輪椅籃球比賽。

### 男子
| 資格賽                              | 出線資格                  | 名額  | 備注                                                                              | 獲得的國家                                              |
| ----------------------------------- | ------------------------- | ----- | --------------------------------------------------------------------------------- | ------------------------------------------------------- |
| 東道主（ 英国）                     | 不適用                    | 1個   |                                                                                   | 英国                                                    |
| 2010年IWBF輪椅籃球世界錦標賽        | 本身不具出線資格          | 0個   | 在世界錦標賽獲得前7名的國家會為所屬區域得到一個名額，而名額將會按該區域的比賽決定 | 非洲區：0個 美洲區：2個 亞洲及大洋洲區：1個 歐洲區：4個 |
| 2010/2011年度IWBF輪椅籃球地區性比賽 | 2011年非洲區冠軍          | 1個   | 未使用的名額將會交回IWBF，在得到殘委會批准後作酌情處理或舉行資格賽                | 南非                                                    |
| 2010/2011年度IWBF輪椅籃球地區性比賽 | 2011年美洲區前3名         | 1+2個 | 未使用的名額將會交回IWBF，在得到殘委會批准後作酌情處理或舉行資格賽                | 美国 · 哥伦比亚 · 加拿大                                |
| 2010/2011年度IWBF輪椅籃球地區性比賽 | 2011年亞洲及大洋洲區前2名 | 1+1個 | 未使用的名額將會交回IWBF，在得到殘委會批准後作酌情處理或舉行資格賽                | · 日本                                                  |
| 2010/2011年度IWBF輪椅籃球地區性比賽 | 2011年歐洲區前5名         | 1+4個 | 未使用的名額將會交回IWBF，在得到殘委會批准後作酌情處理或舉行資格賽                | 德国 · 西班牙 · 波兰 · 土耳其 · 意大利                  |

### 女子
| 資格賽                              | 出線資格                  | 名額  | 備注                                                                              | 獲得的國家                                              |
| ----------------------------------- | ------------------------- | ----- | --------------------------------------------------------------------------------- | ------------------------------------------------------- |
| 東道主（ 英国）                     | 不適用                    | 1個   |                                                                                   | 英国                                                    |
| 2010年IWBF輪椅籃球世界錦標賽        | 本身不具出線資格          | 0個   | 在世界錦標賽獲得前5名的國家會為所屬區域得到一個名額，而名額將會按該區域的比賽決定 | 非洲區：0個 美洲區：2個 亞洲及大洋洲區：1個 歐洲區：2個 |
| 2010/2011年度IWBF輪椅籃球地區性比賽 | 2011年非洲區冠軍          | 0個   | 由於沒有舉行賽事，故名額收回                                                      |                                                         |
| 2010/2011年度IWBF輪椅籃球地區性比賽 | 2011年美洲區前3名         | 1+2個 | 未使用的名額將會交回IWBF，在得到殘委會批准後作酌情處理或舉行資格賽                | 美国 · 加拿大 · 巴西                                    |
| 2010/2011年度IWBF輪椅籃球地區性比賽 | 2011年亞洲及大洋洲區前2名 | 1+1個 | 未使用的名額將會交回IWBF，在得到殘委會批准後作酌情處理或舉行資格賽                | · 中国                                                  |
| 2010/2011年度IWBF輪椅籃球地區性比賽 | 2011年歐洲區前3名         | 1+2個 | 未使用的名額將會交回IWBF，在得到殘委會批准後作酌情處理或舉行資格賽                | 德国 · 荷兰 · 法国                                      |
| 資格賽                              | 冠軍                      | 1個   | 填補非洲區空缺                                                                    | 墨西哥                                                  |

#### 備注
1. ↑  冠軍為英國，由第六名意大利遞補
2. ↑  第三名為英國，由第四名法國遞補

## 時間表
| ● | 比賽 | ● | 決賽 |

| 8月 / 9月 | 29日 週三 | 30日 週四 | 31日 週五 | 1日 週六 | 2日 週日 | 3日 週一 | 4日 週二 | 5日 週三 | 6日 週四 | 7日 週五 | 8日 週六 | 9日 週日 |
| --------- | --------- | --------- | --------- | -------- | -------- | -------- | -------- | -------- | -------- | -------- | -------- | -------- |
| 男子      |           | ●         | ●         | ●        | ●        | ●        |          | ●        | ●        | ●        | ●        |          |
| 女子      |           | ●         | ●         | ●        | ●        | ●        | ●        |          | ●        | ●        |          |          |

## 各項成績
| 項目         | 金牌 | 银牌 | 铜牌 |
| 男子（詳細） | 加拿大（CAN） · 大衛·英格（隊長） · 戴夫·杜雷保斯 · 伊旺·羅賴達 · 保·希格斯 · 理察·彼得 · 乔伊·约翰逊 · 亞當·蘭斯亞 · 阿卜迪·迪尼 · 乍得·謝夫文 · 帕特里克·安德森 · 布蘭登·瓦格納 · 泰勒·米拿                   | （AUS） · 布拉德·尼斯（隊長） · 賈斯汀·伊臣 · 比爾·萊瑟姆 · 布雷特·史達夫 · 肖恩·諾里斯 · 迈克尔·哈特尼特 · 特里斯坦·諾爾斯 · 珍力克·布萊爾 · 迪柱·西蒙斯 · 格蘭特·米珍斯 · 迪倫·奧爾科特 · 力克·泰萊 | 美国（USA） · 威廉·沃勒（隊長） · 艾力·巴巴 · 約瑟夫·錢伯斯 · 謝利美·拉德 · 約書亞·塔瑞克 · 特雷溫·珍尼弗 · 馬克·史葛 · 史提芬·斯維奧 · 傑森·尼爾姆斯 · 伊恩·林奇 · 保羅·舒爾特 · 尼特·軒斯                 |
| 女子（詳細） | 德国（GER） · 瑪麗娜·莫琳（隊長） · 瑪瑞克·阿達玟 · 約翰娜·韋琳 · 布里特·迪爾玟 · 埃迪娜·米勒 · 安妮卡·施恩 · 瑪利亞·庫恩 · 基梳·舒妮曼 · 瑪雅·林霍爾姆 · 安娜贝尔·布罗伊尔 · 安妮格特·布斯曼 · 海克·弗里德里希 | （AUS） · 布赖迪·基恩（隊長） · 莎拉·文茜 · 高碧·克里斯平 · 亞曼達·卡達 · 蒂娜·麦肯齐 · 蓮妮·迪托索 · 克萊爾·諾特 · 凱莉·高奇 · 雪萊·卓別林 · 莎拉·斯圖爾特 · 凯蒂·希尔 · 安芭·梅里特                 | 荷兰（NED） · 雪兒·科沃爾（隊長） · 英格·渥遜 · 露西·侯文 · 積絲奇·維瑟 · 魯斯·奧莎賓 · 桑妮·蒂默曼 · 佩特拉·卡尼爾 · 米蘭達·韋克斯 · 薩斯基亞·普華 · 芭芭拉·范卑爾根 · 卡羅琳娜·盧迪華斯高 · 瑪莉絲卡·貝爾 |

## 比賽規則
- 輪椅籃球的場地長28米、闊15米。而籃網離地面3.05米，罰球線距離底線5.8米，三分線半徑為6.75米。
- 每支隊伍共有12名球員，而同時間只能夠最多有5名球員在場上。
- 整場比賽共有40分鐘，每一節為10分鐘。得分及運球規則與普通籃球一樣。
- 12支隊伍（女子為10支）會分為兩組，並進行單循環比賽。每個小組的前4名會進入淘汰賽。此外，落敗的隊伍亦會進行5至12名（女子為5至10名）的排名賽。
- 詳細的比賽規則可以參考IWBF網頁[9]。

## 國家獎牌榜
| 排名 | 国家／地区 | 金牌 | 银牌 | 铜牌 | 總數 |
| ---- | ---------- | ---- | ---- | ---- | ---- |
| 1    | 加拿大     | 1    | 0    | 0    | 1    |
| 1    | 德国       | 1    | 0    | 0    | 1    |
| 3    |            | 0    | 2    | 0    | 2    |
| 4    | 美国       | 0    | 0    | 1    | 1    |
| 4    | 荷兰       | 0    | 0    | 1    | 1    |
| 總數 | 總數       | 2    | 2    | 2    | 6    |